# Paseo Puente Viejo
Paseo Puente Viejo es una localidad mexicana ubicada en el estado de Jalisco, dentro del municipio de Tonalá.
Se ubica a 1552 m s. n. m. y cubre un área de 0.24 km².

## Demografía
De acuerdo con el censo de 2020, la población total de la localidad era de 3192 habitantes, de los que 1633 eran mujeres y 1559, hombres.
En dicho año, se contabilizaron 1297 viviendas, de las que 933 se encontraban habitadas.
| Gráfica de evolución demográfica de Paseo Puente Viejo entre 2005 y 2020 |
|                                                                          |
| Fuente: Instituto Nacional de Estadística y Geografía.                   |